# Аксамит, Николай Владимирович
Николай Владимирович Аксамит (18 мая 1954 — 28 января 2024, Волковыск) — белорусский политический деятель, в 1990—1996 годах депутат Верховного Совета Белоруссии.

## Биография
Окончил Волковыскую школу № 5, Художественное училище им. А. К. Глебова и Белорусский театрально-художественный институт.
Работал в Волковыске художником-оформителем. Автор картин (пейзажей), написанных в стиле традиционной реалистической школы.
В 1990 году избран депутатом Верховного Совета БССР 12-го созыва от Волковысского городского избирательного округа № 248. Входил в состав Комиссии по образованию, культуре и сохранению исторического наследия. Участник подготовки проекта Декларации о государственном суверенитете Республики Беларусь (1991).
В апреле 1995 года участвовал в голодовке протеста против проведения референдума, вопросами которого были в том числе смена государственных символов и предоставление русскому языку статуса государственного.
Заочно окончил Белорусский институт правоведения. С 1996 года работал юристом в правозащитном центре «Аслон».
В 2004 году был доверенным лицом Николая Автуховича на выборах в Палату представителей. После оглашения результатов объявил голодовку на две недели в знак протеста против предполагаемой фальсификации.
Умер 28 января 2024 года в Волковыске в больнице после плановой операции.
Жена — Галина Аксамит (Авдошко), художница.